# 1982年臺灣
|        | 臺灣歷史 \| 台灣歷史年表 |
| 世纪： | 19世纪臺灣 \| 20世纪臺灣 \| 21世纪臺灣 |
| 年代： | 1950年代臺灣 \| 1960年代臺灣 \| 1970年代臺灣 \| 1980年代臺灣 \| 1990年代臺灣 \| 2000年代臺灣 \| 2010年代臺灣                                           |
| 年份： | 1977年臺灣 \| 1978年臺灣 \| 1979年臺灣 \| 1980年臺灣 \| 1981年臺灣 \| 1982年臺灣 \| 1983年臺灣 \| 1984年臺灣 \| 1985年臺灣 \| 1986年臺灣 \| 1987年臺灣 |
| 纪年： | 壬戌年（狗年）、中華民國71年 |

## 政府

### 國家正副元首

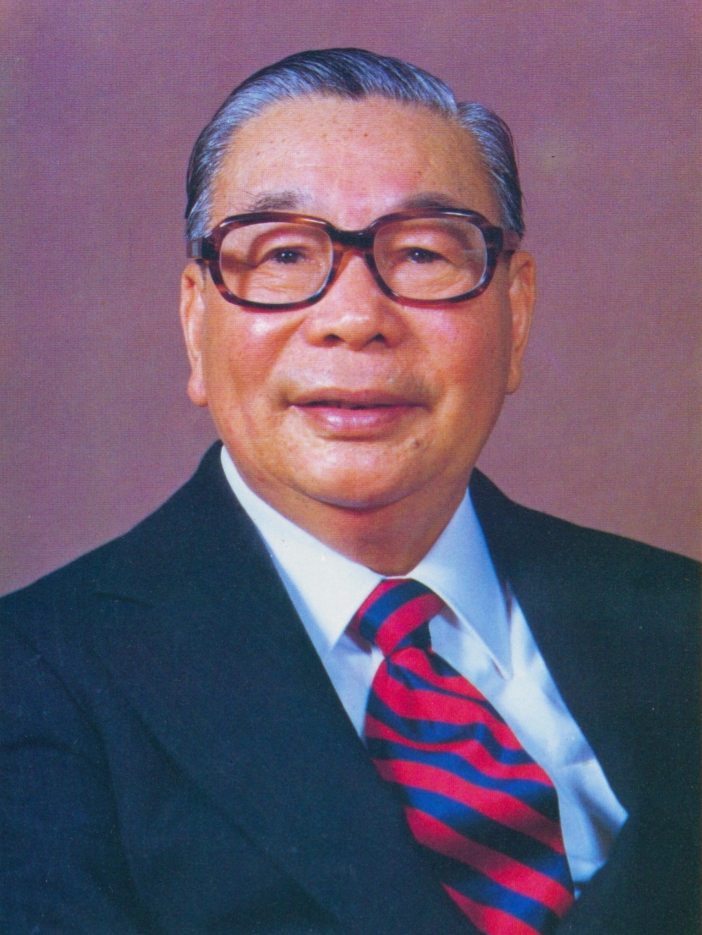
總統：蔣經國
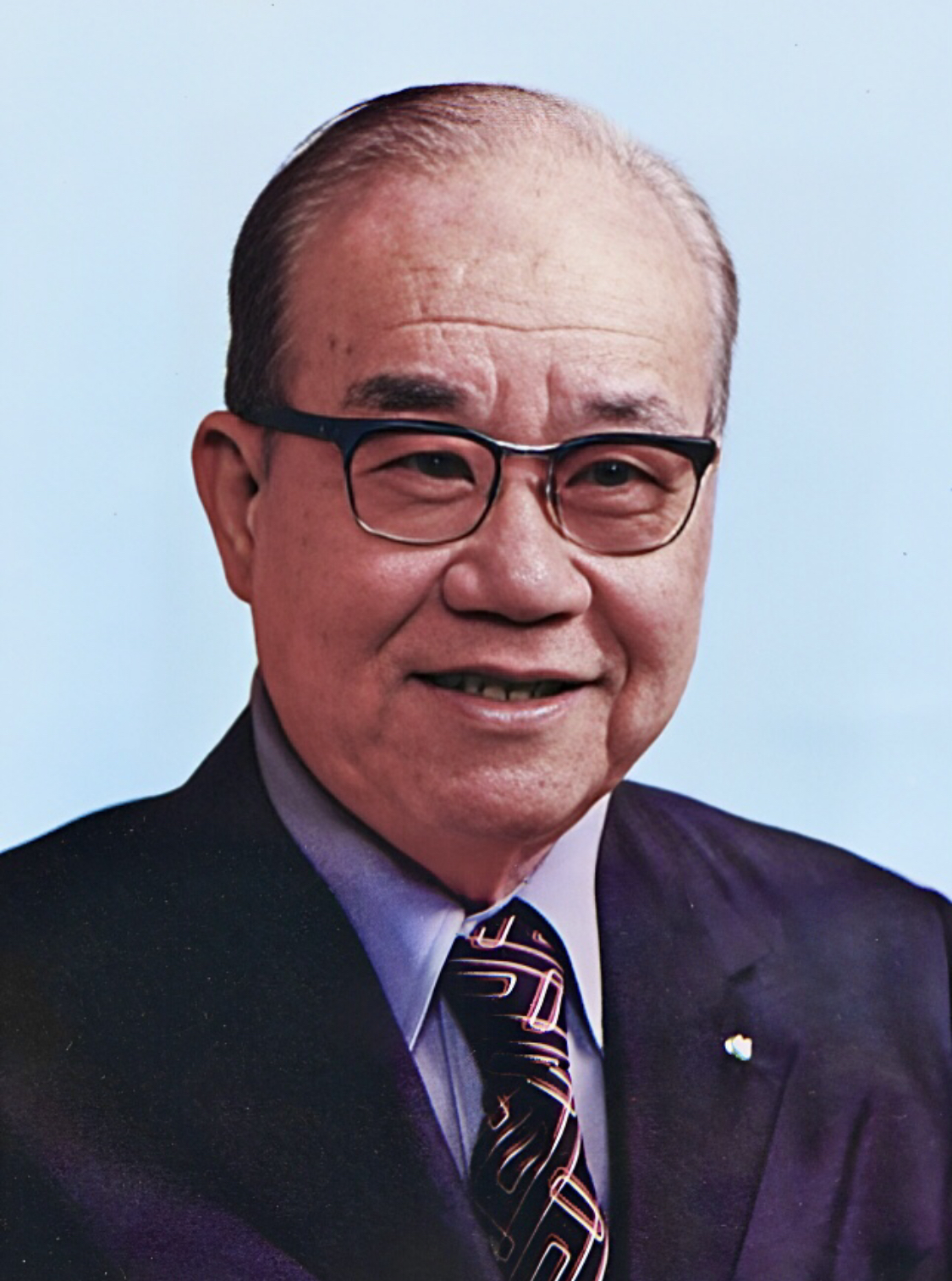
副總統：謝東閔

### 五院首長

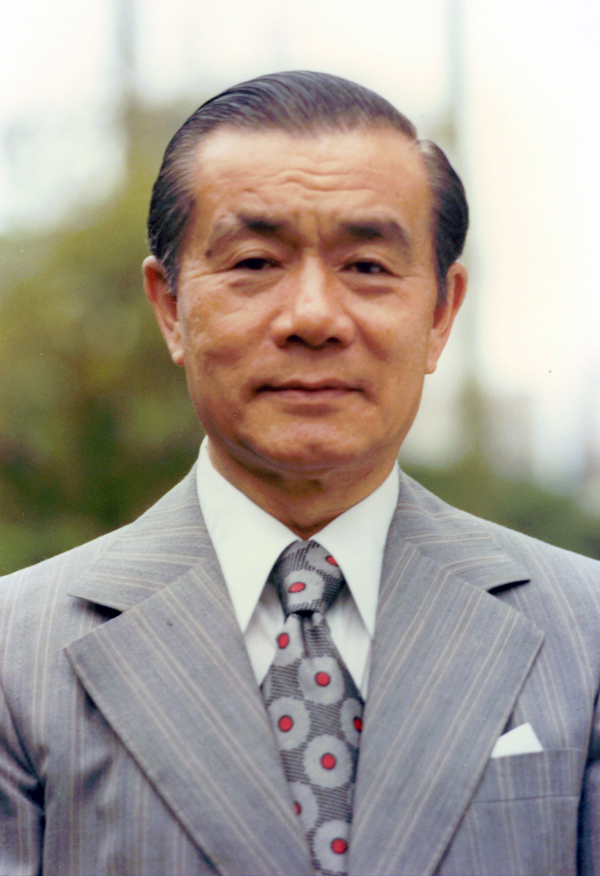
行政院院長：孫運璿
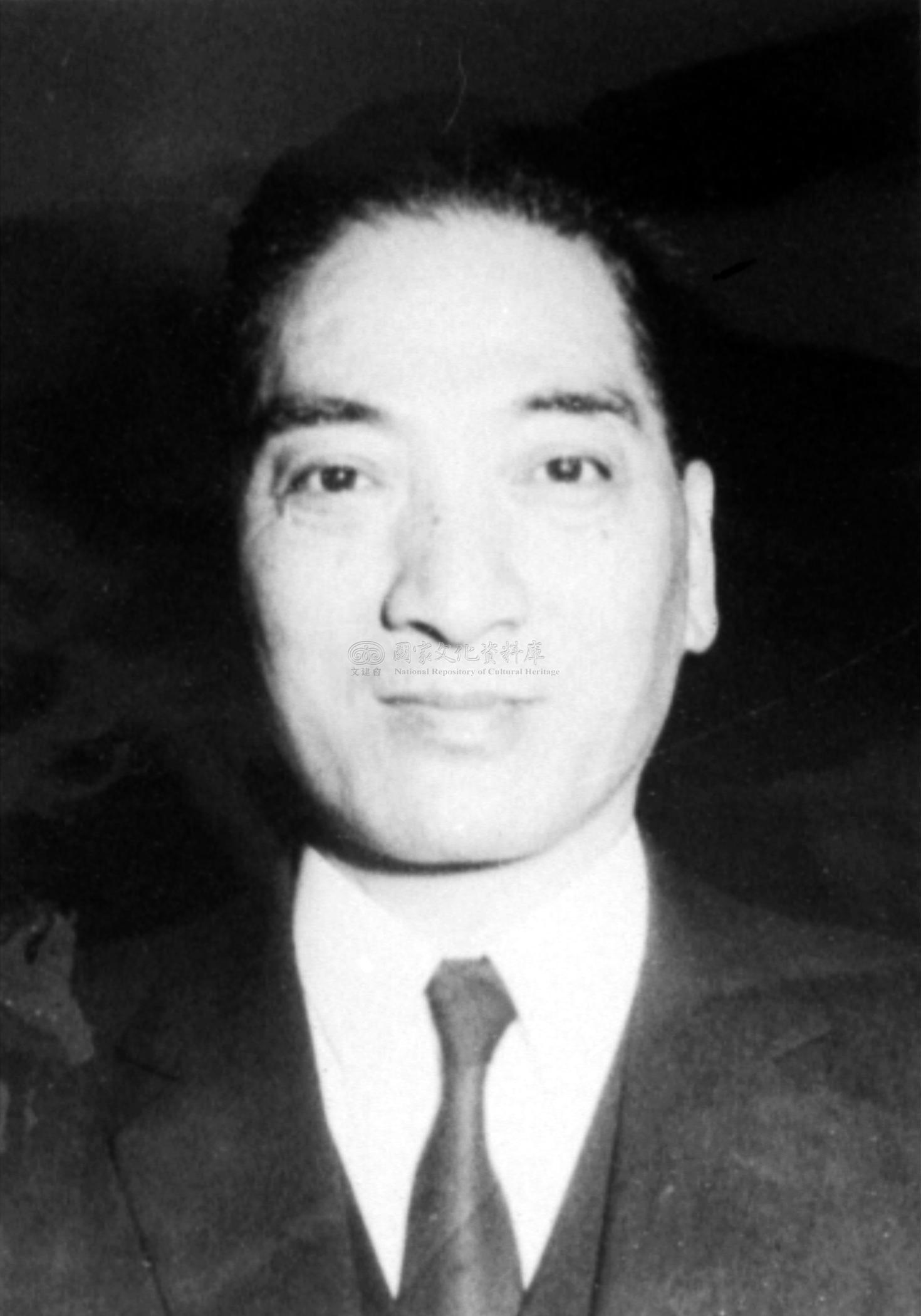
立法院院長：倪文亞
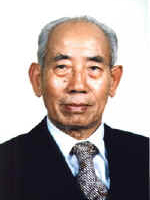
司法院院長：黃少谷
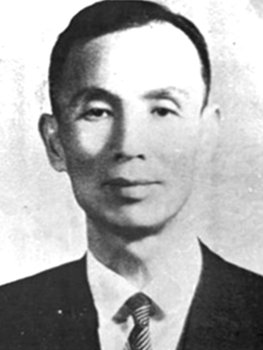
考試院院長：劉季洪
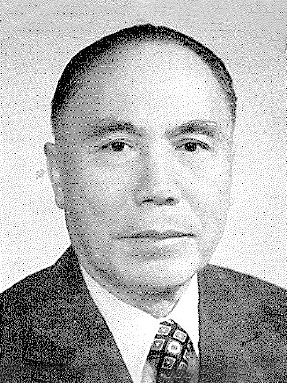
監察院院長：余俊賢

### 省政府主席

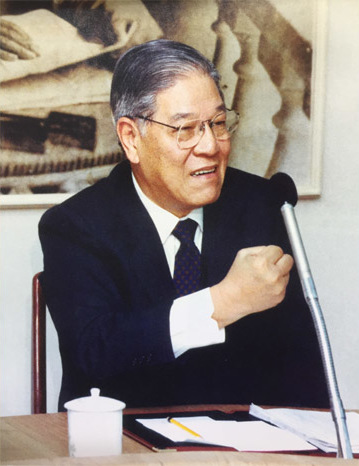
臺灣省政府主席：李登輝
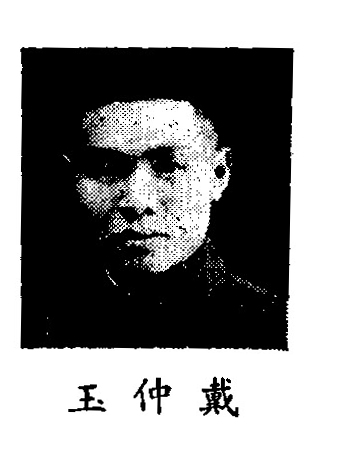
福建省政府主席：戴仲玉

## 大事記

### 2月
- 2月3日——因糖尿病嚴重，蔣經國做了左眼視網膜手術，他意識到健康出了大問題，隨後，軍事工作完全交給郝柏村負責[1]:416。
- 2月14日——旅美臺獨運動人士於美國洛杉磯成立「台灣人公共事務會」（Formosan Association for Public Affairs,簡稱 FAPA），推動國民外交。[2]:261

### 4月

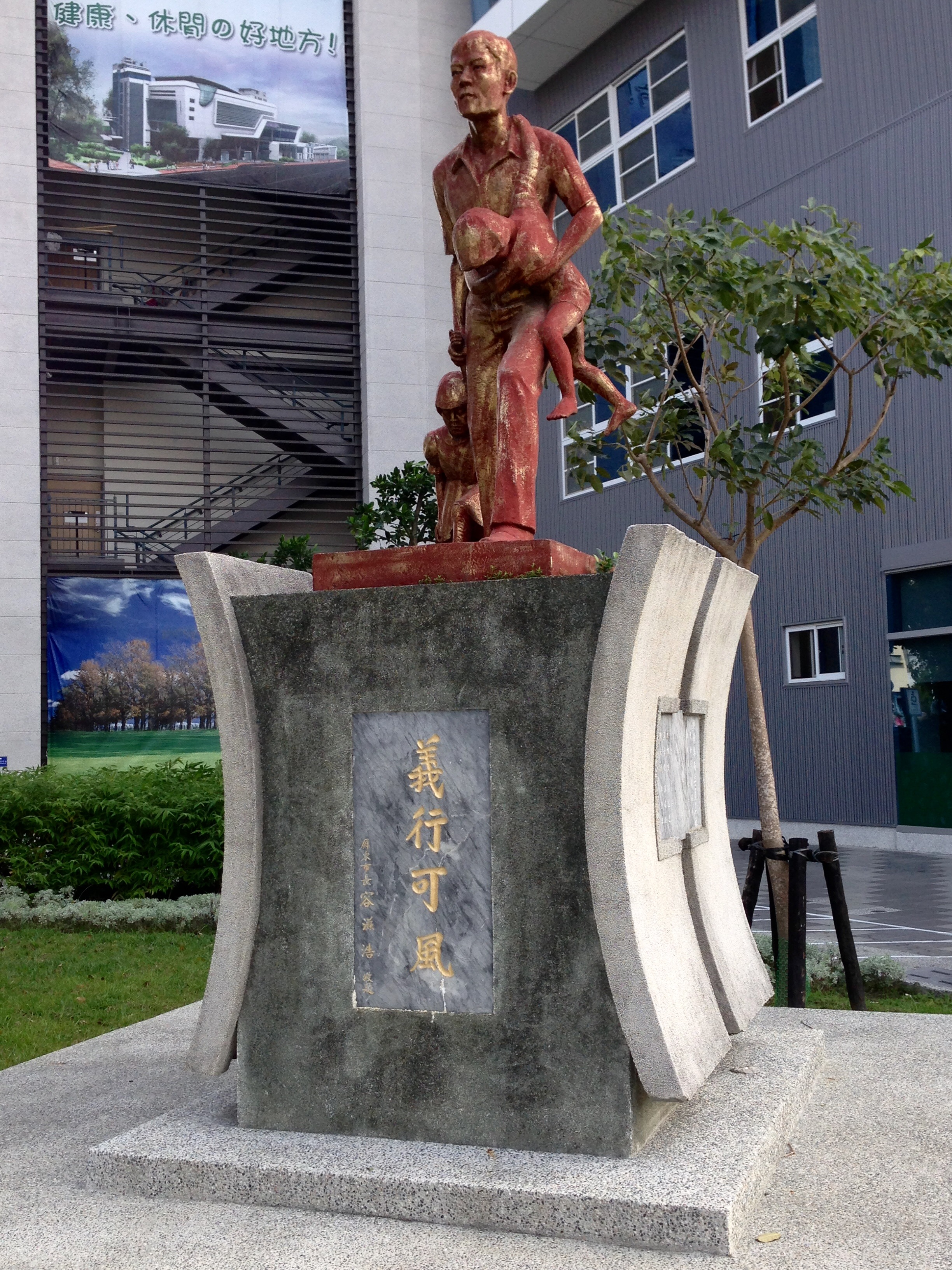
丁清祥銅像

- 4月12日——一名屏東市青年丁清祥為救火場的幼兒而犧牲，立有銅像作紀念[3]。
- 4月14日——李師科搶劫台灣土地銀行古亭分行，是台灣治安史上首件持槍搶劫銀行的案件。
- 4月18日——摩納哥親王蘭尼埃三世與王妃格蕾丝·凯利抵台訪問。
- 4月19日 — 楊金欉就任台北市市長。
- 4月21日——褚麗卿跨國販嬰事件，警方採取秘密行動逮捕嫌犯

### 6月
- 6月15日——品固企業成立，專業製作電子塑膠零件，有效支援電子業之快速組裝及發展。
- 6月21日——針對經濟發展帶來的城鄉差距與貧富不均，孫運璿內閣推出「全面加強基層建設，提高農民所得方案」，以兩百億的資金，縮短農民與非農民所得的差距，並加強農村福利設施，提高農民生活水準[4]。

### 7月
- 7月——總統蔣經國至中興新村視導省政，召見各廳處長、省府委員和中部各縣市長、議長談話[5]:238。
- 7月1日——新竹市和嘉義市升格為省轄市。
- 7月14日——在《八一七公報》簽署前夕，雷根派遣當時擔任美國在台協會台北辦事處長的李潔明以口頭宣讀方式，向台灣提出「沒有終止對台軍售的時間表、不會修改《台灣關係法》、美國不與北京事先諮商對台軍售、美國不擔任兩岸談判的調解人、不會改變對台灣主權的一貫立場，兩岸應和平解決此問題，美國也不會強迫台灣與中國對談、美國不會承認中國對台灣主權的主張」的六項保證[6]。
- 7月24日——廖承志致信給蔣經國。

### 9月
- 9月1日——台灣的首座國家公園──墾丁國家公園正式成立。
- 9月24日——最後一批因二二八事件入獄的24位受刑人，在囚禁35年之後，在立委洪昭男的努力下，終獲臺灣警備總司令部釋放。
- 9月30日——阿里山公路完工通車。

### 10月
- 10月15日——流亡在海外，立場反共的蘇聯籍諾貝爾文學獎得主索忍尼辛應吳三連基金會之邀來台訪問，在台北中山堂發表題目為《給自由中國》的演說[7]。
- 10月16日——中國人民解放軍飛行員吳榮根駕米格-19戰鬥機，從山東文登起飛，降落於大韓民國漢城（今首爾），10月31日抵達臺灣。之後戰鬥機歸還中國大陸。獲頒黃金五千兩，約價值八千五百萬新台幣，並先後被當時中華民國國防部總政治作戰部主任王昇、陸軍總司令蔣仲苓收為義子。
- 10月22日——三民主義統一中國大同盟在陽明山中山樓正式成立，由何應欽任推行委員會主任委員[8]:451。
- 10月24日——第19屆金馬獎於台北市舉行頒獎典禮，由《辛亥雙十》獲得最佳劇情片獎。

### 12月
- 12月30日——高雄右昌森林公園成立。

## 出生
参见： 1982年出生
- 1月1日——林智勝（阿美語：Ngayaw·Ake'，乃耀·阿給），棒球選手。目前效力於中華職棒味全龍。
- 1月3日——
  - 王偊菁：新聞主播。
  - 蔡惠婷：政治人物。
- 1月4日——陳葦綾：舉重運動員、健力運動員。
- 1月5日——林威良：超級偶像參賽者 。
- 1月6日——黃建超：棒球選手。
- 1月7日——林秀赫：小說家。
- 1月15日——陳江和：棒球選手。
- 1月16日——宋玉麒：跆拳道運動員。
- 1月17日——陳禹安：演員。
- 1月18日——賴俊龍：主持人。
- 1月19日——張韶涵：歌手、演員。
- 1月21日——彭正：歌手，是郭婷筠之夫。
- 1月22日——詹嘉文：政治人物。
- 1月23日——韋宗成：漫畫家。
- 1月24日——劉耿欣：棒球選手，現被終身禁賽。
- 1月26日——鄭志強：棒球選手。
- 1月28日——
  - 林岳平，棒球教練、前棒球選手。目前執教於統一7-ELEVEn獅。
  - 馬翊航：作家、助理教授。
- 1月29日——翁再生：棒球捕手。
- 2月4日——
  - 元康：演員。
  - 周品均：企業家，是東京著衣創辦人。
- 2月5日——劉家凱：吉他手、編曲家，是蘇打綠吉他手。
- 2月6日——
  - 呂建中：歌手。
  - 潘逸安：演員。
- 2月7日——黃怡學：體操選手。
- 2月7日——王寶萱：社會運動人士。
- 2月12日——詹晉鑒：政治人物、律師。
- 2月13日——
  - 蕭延青：政治人物，是蕭景田之子。
  - 黃浩然：棒球捕手。
  - 明楓：足球運動員。
- 2月22日——施翔凱：棒球選手。
- 2月23日——
  - 黃貞瑜：政治人物。
  - 戴寧：政治人物。
- 2月24日——程文欣：羽球選手。
- 2月25日——高俊強：棒球選手。
- 2月26日——
  - 陳乃瑜：政治人物、新聞主播，曾任三立、壹電視的主播，現任新北市議員。
  - 邱俊憲：政治人物。
- 2月28日——梁益誌：社會運動人士。
- 3月1日——陳德烈：演員、主持人。
- 3月4日——劉俊男：棒球選手。
- 3月5日——潘威倫：棒球選手。
- 3月6日——李岳：演員、主持人，是YOYO家族成員之一。
- 3月8日——
  - 吳季芸：登山家。
  - 謝欣妤：演員、模特兒、通告藝人。
  - 姚晉：籃球運動員。
- 3月9日——
  - 吳伊婷：演員。
  - 楊千霈：演員、主持人。
- 3月14日——
  - 許騰介：演員。
  - 朱木炎：跆拳道運動員。
- 3月17日——莊偉倫：足球運動員。
- 3月18日——謝坤達：歌手、演員、主持人，是Energy成員之一。
- 3月23日——達倫：歌手、演員，是K ONE副團長。
- 3月24日——彭于晏：演員。
- 3月28日——
  - 蕭玉芬：歌手。
  - 謝宗庭：健力運動員。
- 4月4日——何景揚：吉他手，是蘇打綠團長。
- 4月7日——邵翔：演員。
- 4月9日——鄒沐妍：啦啦隊員、Youtube網紅，是Rakuten Girls成員之一。
- 4月11日——鍾其翰：演員、主持人、射擊運動員。
- 4月15日——陳冠任：棒球選手。
- 4月16日——謝馨儀：貝斯手，是魚丁糸貝斯手。
- 4月17日——
  - 鍾欣怡：演員、主持人，因演出威寶電信廣告而爆紅，被暱稱為「威寶妹」。
  - 林延鳳：政治人物。
- 4月18日——張心妍：演員，曾於海角七號上映時本名使用「張沁妍」。
- 4月19日——姚元浩：演員、主持人、通告藝人。
- 4月23日——王志群：籃球教練。
- 4月25日——
  - 張靜之：演員。
  - 黃俊中：旅美棒球選手。
- 5月2日——
  - 黃榮義：棒球選手。
  - 葉長龍：棒球選手。
- 5月5日——曾莞婷：演員、主持人。
- 5月6日——徐筱寧：歌手。
- 5月10日——林仙怡：新聞主播。
- 5月11日——杜章偉：棒球選手。
- 5月12日——敷米漿：小說家。
- 5月13日——王又冉：新聞主播。
- 5月14日——何志偉：政治人物。
- 5月17日——葉諾帆：歌手、演員。
- 5月24日——
  - 陳又新：律師。
  - 吳偲佑：棒球選手。
- 5月29日——陳君豪：吉他手、編曲家、音樂製作人。
- 5月30日——
  - 馬俊麟：演員、畫家。
  - BABU：漫畫家。
- 6月2日——蔡宗佑：棒球選手。
- 6月4日——
  - 關心羚：獸醫。
  - 賴佳微：政治人物。
- 6月7日——羅巧倫：演員。
- 6月8日——李佳豫：演員、主持人。
- 6月9日——王宥勝：演員、主持人。
- 6月11日——
  - 梁又琳：演員。
  - 翁瑞迪：演員、主持人，是模范棒棒堂第一代成員之一。
  - 林志傑：籃球運動員。
- 6月12日——張傑：歌手，是南拳媽媽成員之一。
- 6月16日——鄭人豪：歌手、演員，是K ONE成員之一。
- 6月18日——林家佑：演員。
- 6月19日——鄭元暢：歌手、演員、模特兒、通告藝人。
- 6月21日——徐弘庭：政治人物。
- 6月22日——張允曦：演員、主持人。
- 6月25日——蘇心甯：主持人、通告藝人、啦啦隊員。
- 7月4日——葉安婷：演員。
- 7月5日——
  - 御姊愛：作家。
  - 廖宜琨：政治人物、財務分析師。
- 7月8日——顆粒：漫畫家。
- 7月12日——李依璇：護理師、模特兒、主持人、通告藝人。
- 7月13日——潘威誌：足球運動員。
- 7月15日——陳德修：歌手、演員、吉他手，是東城衛、赤世代團長。
- 7月17日——黃文志：政治人物。
- 7月21日——蕭景鴻：歌手、演員、主持人，是Energy主唱。
- 7月23日——
  - 朱芷瑩：演員。
  - MC耀宗：歌手。
- 7月25日——蔡佳欣：羽球教練。
- 7月26日——凃壯勳：棒球教練、棒球捕手。
- 7月27日——連昭慈：新聞主播。
- 7月29日——劉穎嶸：歌手、貝斯手、編曲家，是痞克四貝斯手。
- 8月2日——林亞若：作家、空服員。
- 8月3日——
  - 高閔琳：政治人物，曾任高雄市議員，現任高雄市政府觀光局局長。
  - 張育保：棒球選手。
- 8月4日——高盟傑：演員。
- 8月5日——
  - 陽靚：演員。
  - 周慕姿：諮商心理師。
- 8月7日——
  - 江常輝：演員、模特兒。
  - 張銘煌：鉛球運動員。
- 8月9日——陳淑萍：歌手。
- 8月15日——彭俊豪：政治人物，是彭添富之子。
- 8月16日——許甫：新聞主播，是陳智菡之夫。
- 8月18日——王思佳：歌手、演員、通告藝人。
- 8月23日——
  - 羅瑤：演員、主持人。
  - 施名帥：演員。
- 8月26日——黃逸豪：相聲。
- 8月27日——侯湘婷：歌手、演員。
- 8月29日——黃心娣：演員。
- 8月30日——
  - 吳青峰：歌手，是蘇打綠主唱。
  - 楊祐寧：演員。
- 8月31日——張逸帆：吉他手、作曲家、音樂製作人，自2008年起累積許多作曲，其中《我的少女時代》電影主題曲〈小幸運〉即為之一。
- 9月3日——
  - 洪申豪：歌手，是一隅之秋主唱。
  - 韓佩穎：新聞主播，曾為銘傳大學「十二金釵」之一。
- 9月5日——
  - 王心凌，女歌手、演員。
  - 徐小可：演員、主持人、通告藝人，是白吉勝之妻。
- 9月6日——彭傑：漫畫家。
- 9月10日——左光平：經紀人、廣播主持人。
- 9月11日——戴君竹：演員、主持人。
- 9月14日——許皓程：籃球教練。
- 9月16日——李隆杰：漫畫家。
- 9月20日——傅榆：導演。
- 9月21日——林佩儀：演員。
- 9月22日——
  - 吳永仁：籃球教練。
  - 蘇哲毅：棒球選手。
- 9月24日——
  - 丁衣凡：歌手。
  - 林佩瑤：空服員、超級星光大道參賽者。
- 9月28日——鍾易仲：政治人物。
- 10月1日——
  - 林奕勳：演員、貝斯手，是強辯樂團貝斯手。
  - 林永坤：棒球選手。
  - 龔泰源：划船運動員。
- 10月3日——楊志源：歌手。
- 10月4日——Matzka：歌手、演員。
- 10月7日——林宗興：歌手。
- 10月10日——魏如萱：歌手、演員、廣播主持人，是魏如昀之姊。
- 10月11日——
  - 王凱：演員。
  - 陳彥鈞：配音員。
- 10月13日——彭佳芸：幕僚、新聞主播，曾任台視、華視、中天的主播，後轉任鄭金隆特助、高志鵬法案助理。
- 10月15日——龔繼安：演員。
- 10月16日——吳易緯：作詞人。
- 10月17日——鄭博壬：棒球選手。
- 10月19日——陳俊霖：顧問，曾任北頂國際企業榮譽顧問、肥雄集團榮譽顧問。
- 10月23日——白歆惠：演員、主持人、模特兒，是白國嘉獨生女。
- 10月24日——
  - 吳定謙：演員、導演助理，是吳念真獨生子。
  - 簡毓瑾：羽球選手。
- 10月26日——陳炯霖：翻譯家、環保運動人士。
- 10月28日——林紹凱：棒球選手。
- 10月29日——
  - 林依晨：歌手、演員。
  - 張雁名：演員、模特兒。
- 10月30日——
  - 吳南穎：歌手。
  - 馮媛甄：演員、主持人，是林帛亨之妻。
  - 敖犬：歌手、演員，是Lollipop@F團長，曾為模范棒棒堂成員。
  - 鄧皓元：導演。
  - 許致強：籃球教練。
- 11月1日——戴安娜：企業家、超級星光大道參賽者，是Maxonrow亞洲區執行長。
- 11月5日——林家瑩：田徑運動員。
- 11月6日——連振宇：企業家，是連鴻科技公司創辦人。
- 11月8日——阮經天：演員、模特兒、游泳運動員。
- 11月10日——
  - 利昂霖：演員。
  - 黃玉芬：政治人物。
  - 張永憲：足球運動員。
- 11月12日——
  - 陳意涵：歌手、演員。
  - 夏如芝：演員、模特兒、主持人。
  - 吳蕙如：射箭選手。
- 11月13日——
  - 陳思瑋：歌手。
  - 楊智捷：新聞主播。
- 11月14日——倪福德：旅美棒球選手。
- 11月18日——V.K克：作曲家、鋼琴家、音樂總監。
- 11月19日——游政豪：編曲家、音樂製作人。
- 11月20日——吳申梅：歌手、演員。
- 11月21日——紀淑如：警察、跆拳道運動員。
- 11月22日——張懷秋：歌手、演員、主持人，是大嘴巴成員之一。
- 11月24日——吳慷仁：演員、模特兒。
- 11月25日——
  - 蔡易展，台灣搖滾樂團八三夭鼓手。
  - 陳彥廷：演員、主持人。
- 11月28日——董浚凱：演員、健身教練。
- 11月30日——萬德祥：棒球選手。
- 12月1日——黃荻鈞：歌手、演員。
- 12月5日——李其燊：歌手。
- 12月7日——蛋堡：歌手。
- 12月9日——蕭新晟：工程師，曾協助國家寶藏計畫的App開發。
- 12月10日——陳子瑜：幕僚，曾任蘇治芬國會助理。
- 12月12日——趙芸菁：護理師。
- 12月13日——林昕陽：歌手、演員。
- 12月15日——
  - 李培禎：演員、模特兒，曾獲選溫哥華華裔小姐冠軍。
  - 藍士博：幕僚，曾任鄭文燦市長秘書。
- 12月16日——
  - 劉涵竹：新聞主播。
  - 江世祿：足球運動員。
- 12月17日——林錦章：棒球選手。
- 12月20日——洪慈庸：政治人物，是卓冠廷之妻，因洪仲丘事件而從政。
- 12月24日——周平強：圍棋棋士。
- 12月26日——林正豐：棒球選手。
- 12月27日——王湘瑩：演員、主持人、通告藝人，曾於2012年捲入Makiyo打人案而一度息影，直至隔年復出。
- 12月28日——
  - 張綺恩：講師、編劇。
  - 方順吉：歌手、演員。
- 12月29日——鄭人碩：演員。
- 12月30日——殷瑋：幕僚，曾任馬英九競選辦公室發言人。

## 逝世
參見：1982年逝世
- 5月26日——李師科，臺灣首件持槍搶劫銀行搶案搶匪。槍決死刑。（1927年出生）
- 7月31日——洪醒夫，作家。（1949年出生）
- 8月10日——陳逢源，企業家、詩人。曾任《自立晚報》常務董事、臺灣省合會儲蓄事業協會理事長。（1893年出生）
- 10月7日——魏景蒙，記者，曾任新聞局局長。
- 12月6日——林為恭，政治人物。戰後曾任臺灣省參議員、苗栗縣縣長。（1908年出生）

## 外部連結
- 中央研究院台灣史研究所—戰後台灣歷史年表